# Thạch Bảo Khanh
Thạch Bảo Khanh (sinh ngày 25 tháng 4 năm 1979) là một huấn luyện viên và cựu cầu thủ bóng đá người Việt Nam hiện đang dẫn dắt câu lạc bộ PVF-CAND ở giải hạng nhất quốc gia.
Thời còn thi đấu, Thạch Bảo Khanh chơi ở vị trí tiền đạo cho các câu lạc bộ Hà Nội, Thể Công và Thanh Hóa. Anh cũng từng là tuyển thủ U-23 và đội tuyển quốc gia Việt Nam.
Thạch Bảo Khanh từng huấn luyện viên trưởng cho câu lạc bộ Viettel. Kể từ tháng 12/2023, anh làm Giám đốc kỹ thuật của Thể Công – Viettel.

## Sự nghiệp cầu thủ
Năm 1998, 19 tuổi Thạch Bảo Khanh xuất hiện ở đội một Thể Công và gây được ấn tượng ngay ở giải các đội mạnh toàn quốc. Những từ của các tờ báo Việt Nam dành cho anh vào thời điểm đó là "cơn lốc", "bùng nổ", "người làm sôi động cầu trường Cột Cờ Hà Nội". Giải năm đó, Thể Công giành chức vô địch và lập tức Bảo Khanh được triệu tập lên đội tuyển quốc gia Việt Nam chuẩn bị cho Tiger Cup 1998 tổ chức trên sân nhà. Tuy nhiên, anh dính chấn thương háng trong khi tập luyện và bị loại trước ngày Tiger Cup khai mạc.
Tại Tiger Cup 2004, dù đội tuyển Việt Nam không vượt qua được vòng bảng nhưng Bảo Khanh vẫn gây được ấn tượng với người hâm mộ, anh đóng góp tổng cộng 4 bàn sau 4 trận cho đội nhà. Sau đó, anh đoạt giải Quả bóng bạc Việt Nam 2004.

## Sự nghiệp huấn luyện
Ngày 24 tháng 3 năm 2025, câu lạc bộ PVF-CAND công bố Thạch Bảo Khanh là tân huấn luyện viên trưởng đội bóng.

## Thống kê sự nghiệp

### Quốc tế
| Đội tuyển quốc gia | Năm       | Trận | Bàn |
| ------------------ | --------- | ---- | --- |
| Việt Nam           | 2004      | 10   | 6   |
| Việt Nam           | 2007      | 4    | 0   |
| Việt Nam           | 2008      | 8    | 0   |
| Tổng cộng          | Tổng cộng | 22   | 6   |

### Bàn thắng quốc tế
Bàn thắng của đội tuyển Việt Nam được ghi trước.
| # | Ngày                 | Địa điểm                                                 | Đối thủ               | Bàn thắng | Kết quả | Giải đấu       |
| - | -------------------- | -------------------------------------------------------- | --------------------- | --------- | ------- | -------------- |
| 1 | 20 tháng 8 năm 2004  | Sân vận động Thống Nhất, Thành phố Hồ Chí Minh, Việt Nam | Myanmar               | 2–0       | 5–0     | LG Cup 2004    |
| 2 | 24 tháng 8 năm 2004  | Sân vận động Thống Nhất, Thành phố Hồ Chí Minh, Việt Nam | Ấn Độ                 | 2–0       | 2–1     | LG Cup 2004    |
| – | 26 tháng 8 năm 2004  | Sân vận động Thống Nhất, Thành phố Hồ Chí Minh, Việt Nam | Thành phố Hồ Chí Minh | 1–0       | 5–0     | LG Cup 2004    |
| – | 26 tháng 8 năm 2004  | Sân vận động Thống Nhất, Thành phố Hồ Chí Minh, Việt Nam | Thành phố Hồ Chí Minh | 5–0       | 5–0     | LG Cup 2004    |
| – | 28 tháng 8 năm 2004  | Sân vận động Thống Nhất, Thành phố Hồ Chí Minh, Việt Nam | Sinh viên Hàn Quốc    | 1–2       | 4–5     | LG Cup 2004    |
| 3 | 7 tháng 12 năm 2004  | Sân vận động Thống Nhất, Thành phố Hồ Chí Minh, Việt Nam | Singapore             | 1–0       | 1–1     | Tiger Cup 2004 |
| 4 | 9 tháng 12 năm 2004  | Sân vận động Thống Nhất, Thành phố Hồ Chí Minh, Việt Nam | Campuchia             | 1–0       | 9–1     | Tiger Cup 2004 |
| 5 | 9 tháng 12 năm 2004  | Sân vận động Thống Nhất, Thành phố Hồ Chí Minh, Việt Nam | Campuchia             | 2–0       | 9–1     | Tiger Cup 2004 |
| 6 | 15 tháng 12 năm 2004 | Sân vận động Quốc gia Mỹ Đình, Hà Nội, Việt Nam          | Lào                   | 3–0       | 3–0     | Tiger Cup 2004 |

## Danh hiệu

### Cầu thủ
Thể Công
- Giải bóng đá vô địch quốc gia: 1998

Lam Sơn Thanh Hóa
- Siêu cúp quốc gia: 2009

Hà Nội FC
- V.League 1: 2013
- Á quân Cúp quốc gia: 2012
- Á quân Siêu cúp quốc gia: 2013

Việt Nam
- Cúp bóng đá Thành phố Hồ Chí Minh: 2005
- Á quân King's Cup: 2007
- Giải vô địch bóng đá Đông Nam Á: 2008

Cá nhân
- Quả bóng bạc Việt Nam: 2004
- Cầu thủ xuất sắc nhất Cúp bóng đá Thành phố Hồ Chí Minh: 2004
- Vua phá lưới Cúp quốc gia 2004
- Cầu thủ xuất sắc nhất của Liên đoàn Bóng đá Việt Nam: 2004
- Cầu thủ Việt Nam xuất sắc nhất Giải vô địch bóng đá Đông Nam Á 2004

### Huấn luyện viên
Công an Nhân dân
- Giải bóng đá Hạng nhất quốc gia: 2022